# Recz
Recz (deutsch: Reetz) ist eine Kleinstadt in der polnischen Woiwodschaft Westpommern, Powiat Choszczeński (Kreis Arnswalde).

## Geographische Lage

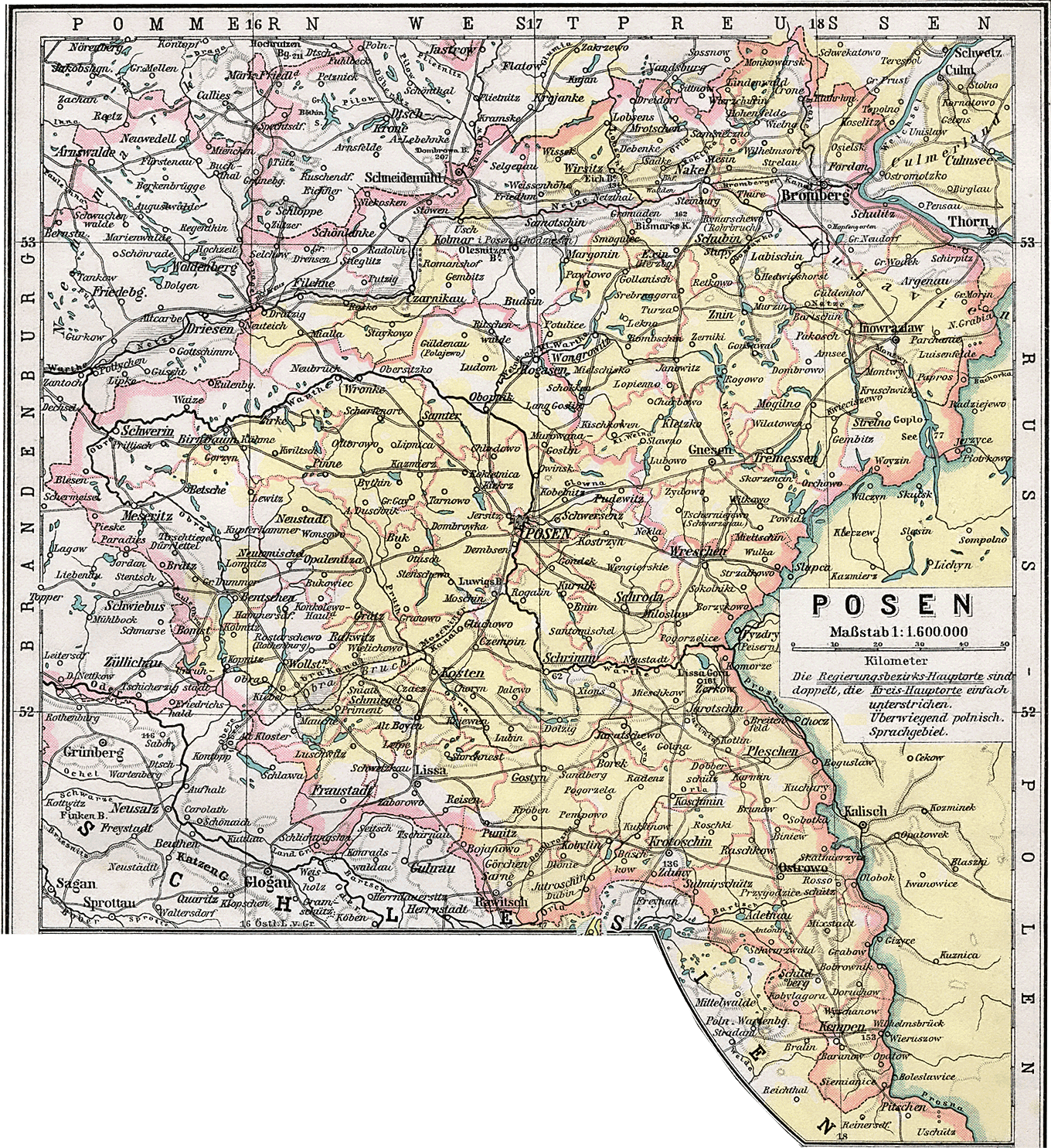
Reetz nordwestlich von Schneidemühl und nordöstlich von Arnswalde – siehe obere Bildhälfte – auf einer Landkarte der Provinz Posen von 1905 (gelb markierte Flächen kennzeichnen Gebiete mit seinerzeit mehrheitlich polnischsprachiger Bevölkerung).

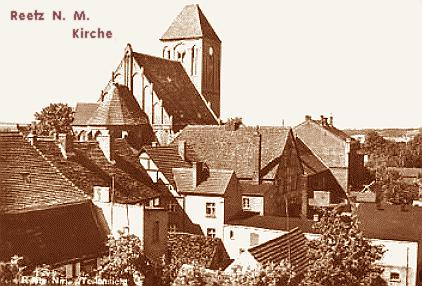
Reetz um 1900

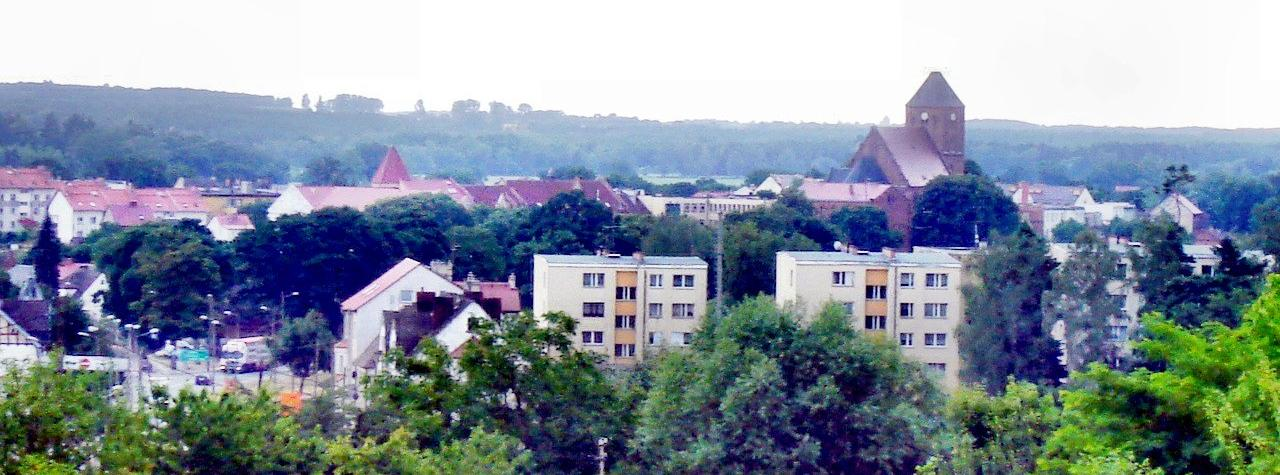
Altstadt von Recz

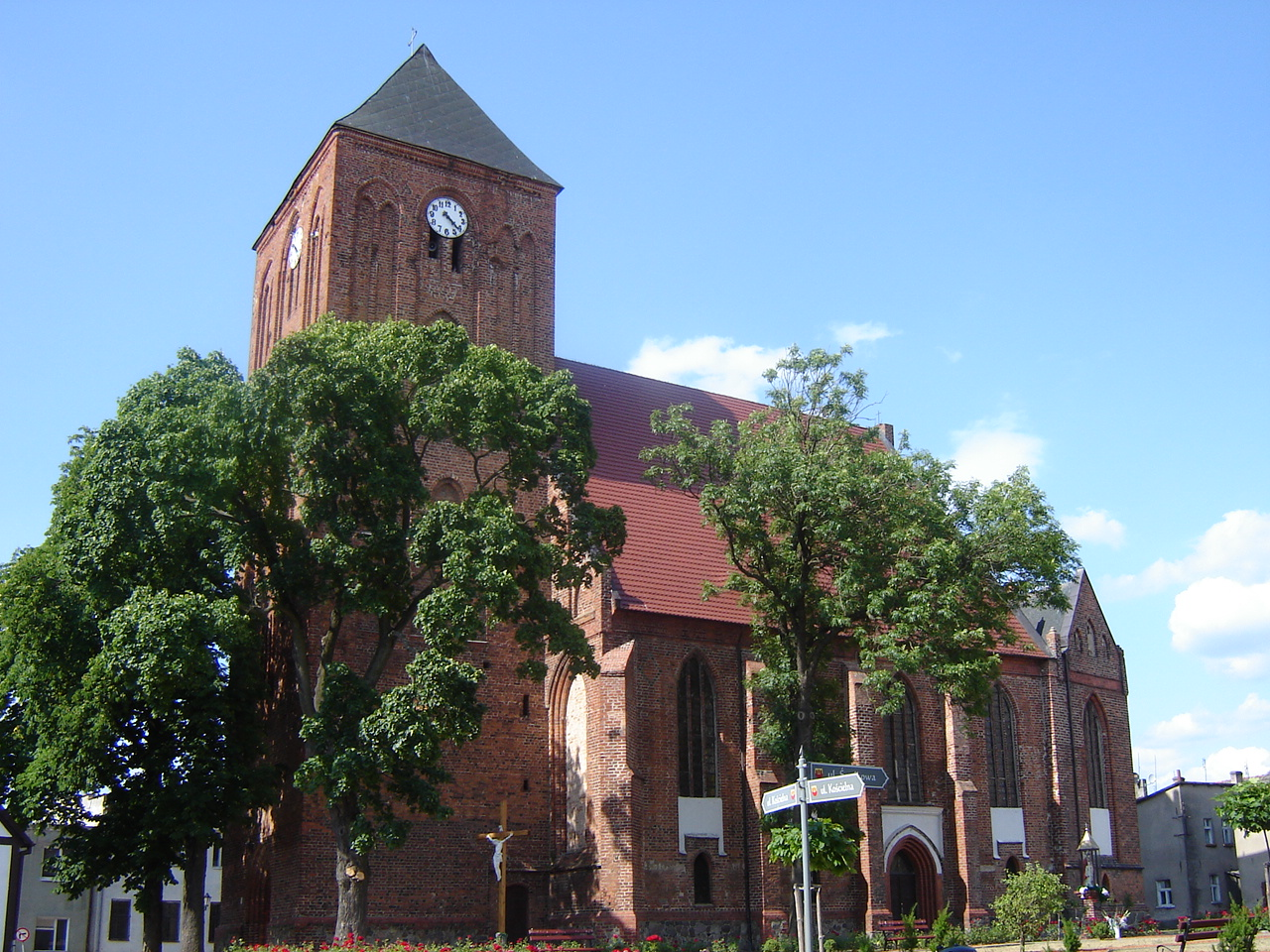
Christkönigskirche

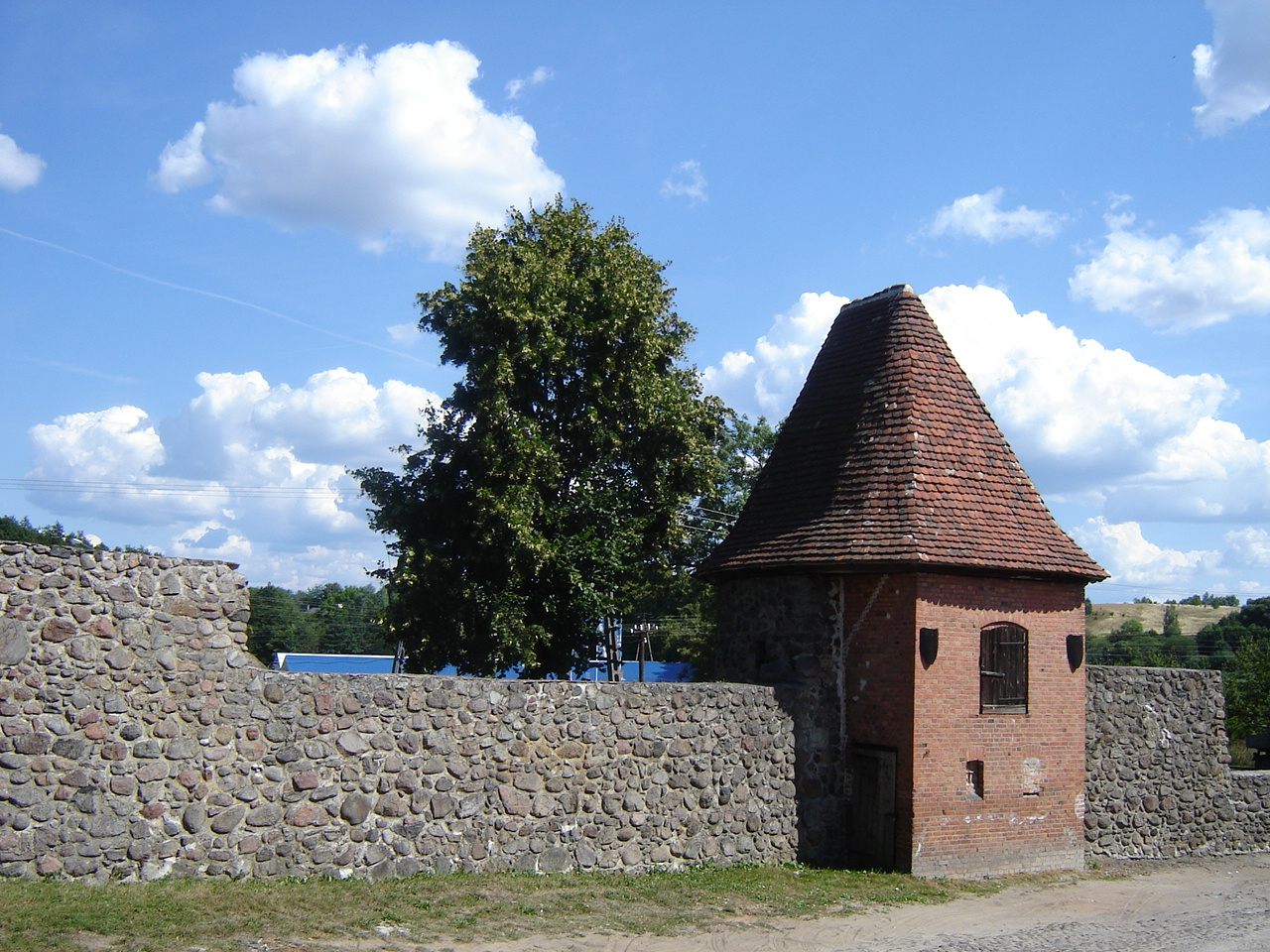
Stadtmauer

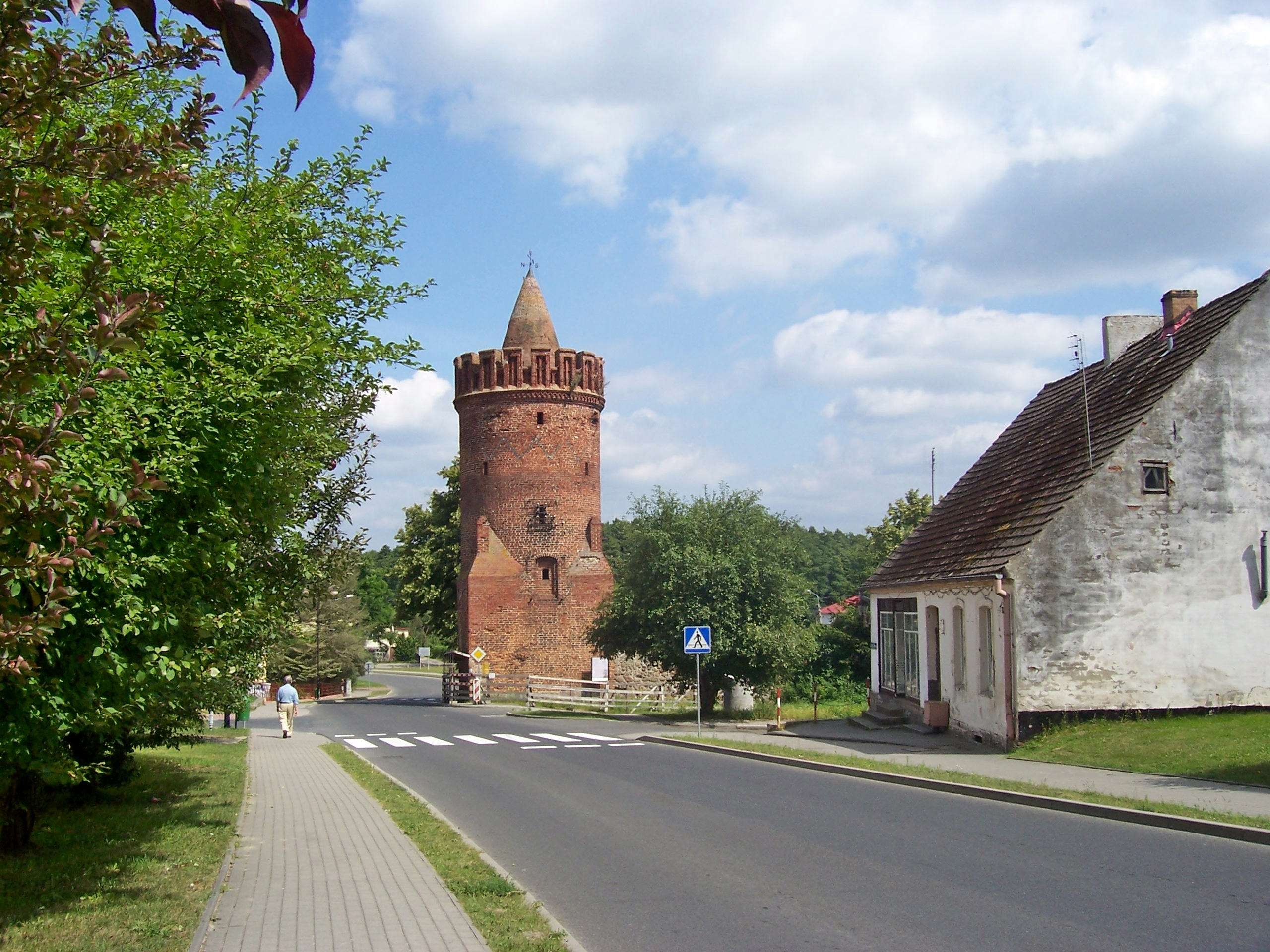
Steintorturm

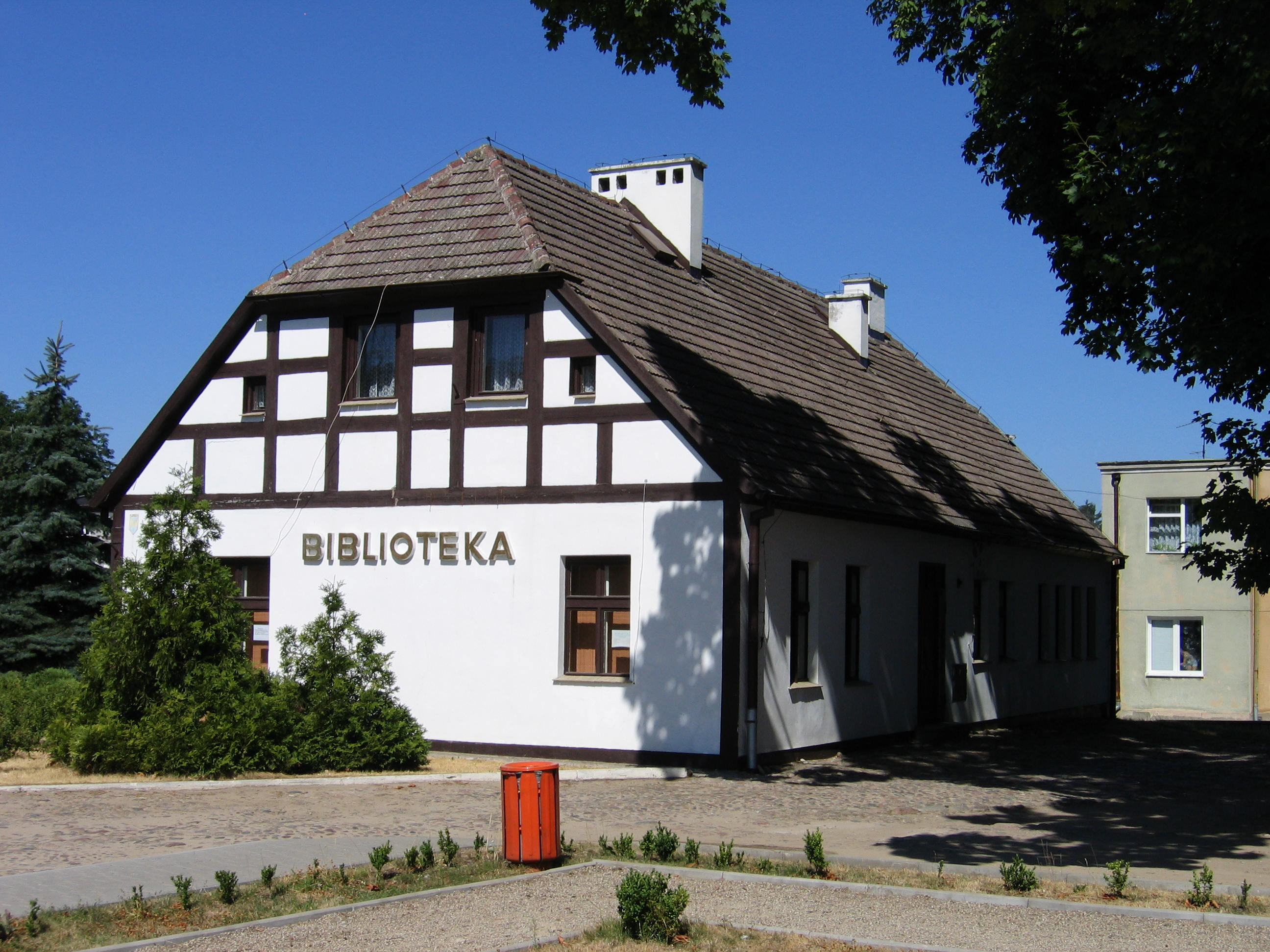
Stadtbibliothek

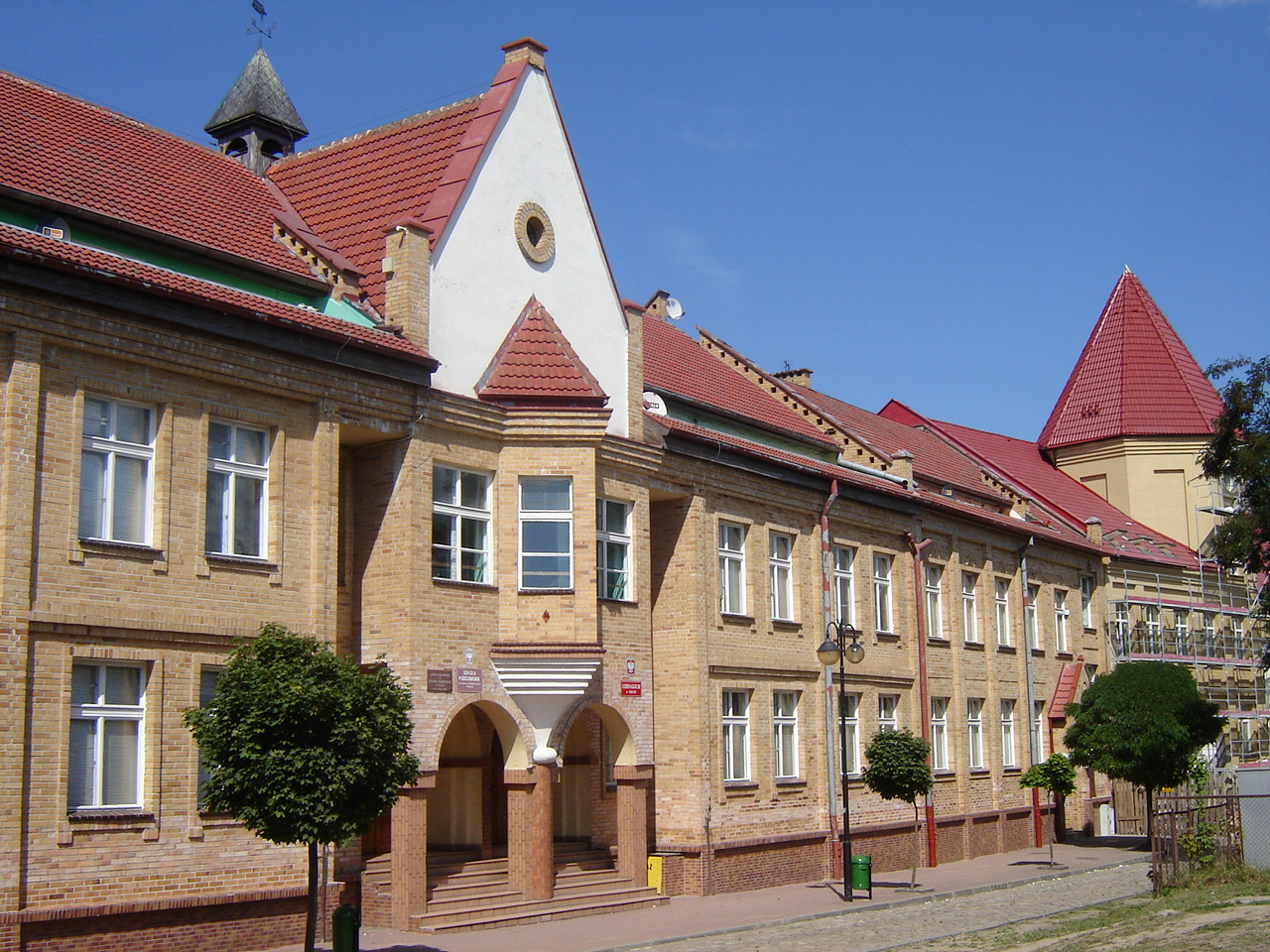
Gebäude des Gymnasiums

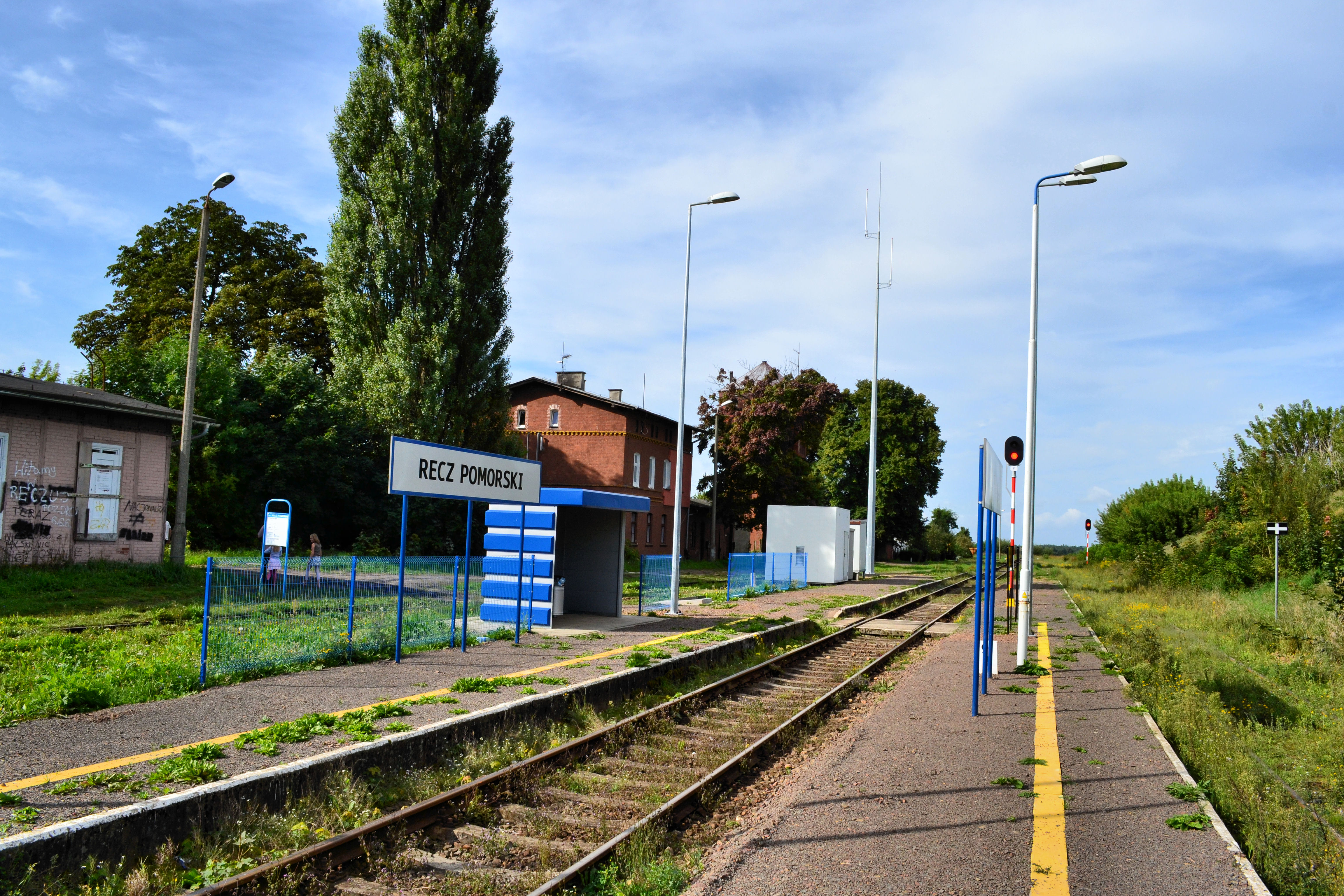
Bahnhof Recz Pomorski

Die Stadt liegt in der Neumark zwischen den westlichen Ausläufern der Draheimer und Waltzer Seenplatten am linken Ufer des Flusses Ihna.

## Geschichte
Während der slawischen Besiedlung stand an der späteren Stelle von Recz eine wendische Burganlage. Auf den zerfallenen Resten erbauten Zisterzienserinnen 1294 ein Kloster, dem südlich vorgelagert die wendische Burgsiedlung Kietz lag. Diese Ortschaft blieb, bevor sie nach Reetz eingemeindet wurde, bis 1938 selbständig. Nordöstlich des Klosters siedelten die Askanier im Rahmen ihre Ostexpansion Einwanderer aus dem Westen an. 1296 wird dieser Ort bereit als Stadt Reetz erwähnt. In den Jahren 1340 bis 1355 wurde die Stadtkirche erbaut. 1369 erhielt die Adelsfamilie von Wedell, unter Mitwirkung von Hasso (II) von Wedel-Uchtenhagen, die Stadt zunächst als Pfandbesitz, ein Jahr später als Lehen. Die Familie blieb Stadtherr bis 1810. Polnische Truppen richteten bei ihrem Feldzug gegen den Deutschen Orden 1410 schwere Schäden an. Im Krieg zwischen dem pommerschen Herzog Erich II. und dem brandenburgischen Kurfürsten Friedrich II. überfielen die Pommern 1469 das brandenburgische Reetz, das unmittelbar an der Grenze zu Pommern lag und verwüsteten es noch einmal.
Nach der 1538 in der Neumark eingeführten Reformation erhielt das Kloster 1545 einen Verwalter, der ab etwa 1550 auch dem Kloster Bernstein vorstand. Erst 1552 wurde die Zisterze säkularisiert und in eine kurfürstliche Domäne umgewandelt. Während des Dreißigjährigen Krieges wurde Reetz 1637 von den kaiserlichen Truppen gebrandschatzt, und im polnisch-schwedischen Krieg besetzte der polnische Heerführer Stefan Czarniecki für kurze Zeit die Stadt. Zu Beginn des 18. Jahrhunderts werden die alten Wallanlagen vor der Stadtmauer eingeebnet und das Gelände in Gärten umgewandelt. 1827 wurde die Klosterruine abgetragen. 1859 hatten die Juden eine Synagoge.
Mit der neuen Kreiseinteilung im Königreich Preußen wurde Reetz in den neumärkischen Kreis Arnswalde eingegliedert. Seit 1849 bestanden in Preußen Kreisgerichte. Das Kreisgericht Friedeberg in der Neumark war dem Appellationsgericht Frankfurt a. d. Oder nachgeordnet. In Reetz bestand eine Zweigstelle (Gerichtskommission) des Kreisgerichts Friedeberg. Im Rahmen der Reichsjustizgesetze wurden diese Gerichte 1879 aufgehoben. Von 1879 bis 1945 bestand das Amtsgericht Reetz als Eingangsgericht.
1895 wurde die Stadt an die Bahnstrecke Kallies–Stolzenhagen angeschlossen. Der Bahnhof lag zunächst zwei Kilometer nördlich, wurde aber später durch Erweiterungssiedlungen in das Stadtgebiet mit einbezogen. Zu dieser Zeit waren eine Weberei und der Getreide-, Vieh- und Wollhandel die wichtigsten Erwerbszweige.
Mit einer Verwaltungsneugliederung 1938 im Zusammenhang mit der Auflösung der Grenzmark Posen-Westpreußen als Provinz kam Reetz mit dem Kreis Arnswalde zur Provinz Pommern in den neu gebildeten Regierungsbezirk Grenzmark Posen-Westpreußen. Zum Ende des Zweiten Weltkriegs kämpfte im Februar 1945 im Reetzer Umland ein deutscher Truppenverband unter General Voigt gegen den russischen Vormarsch. Am 8. Februar 1945 fiel Reetz in die Hände der Roten Armee. Während der Kämpfe brannten große Teile der Altstadt nieder.
Nach Kriegsende kam die Stadt gemäß dem Potsdamer Abkommen unter polnische Verwaltung. Anschließend wurde Reetz in Rzeczyca umbenannt, danach in Recz Pomorski. Die Ergänzung Pomorski wurde später weggelassen. Es wanderten nun Migranten zu, die anfangs vorwiegend aus von der Sowjetunion annektierten Gebieten östlich der Curzon-Linie kamen, der sogenannten Kresy. In der Folgezeit wurde die deutsche Bevölkerung vertrieben und durch Polen ersetzt.

### Demographie

Bevölkerungswachstum vor und nach 1945

| Jahr | Einwohner | Anmerkungen                                                                               |
| ---- | --------- | ----------------------------------------------------------------------------------------- |
| 1750 | 0895      | [ 3 ]                                                                                     |
| 1800 | 1354      | [ 3 ]                                                                                     |
| 1802 | 1364      | [ 5 ]                                                                                     |
| 1810 | 1339      | [ 5 ]                                                                                     |
| 1816 | 1498      | davon 1454 Evangelische, zwei Katholiken und 42 Juden (drei Schullehrer und -lehrerinnen) |
| 1821 | 1526      | in 232 Privatwohnhäusern                                                                  |
| 1846 | 2166      | [ 3 ]                                                                                     |
| 1859 | 2945      | darunter acht Katholiken und 69 Juden                                                     |
| 1875 | 3105      | [ 6 ]                                                                                     |
| 1880 | 3312      | [ 6 ]                                                                                     |
| 1890 | 3166      | darunter neun Katholiken und 88 Juden                                                     |
| 1925 | 2968      | [ 6 ]                                                                                     |
| 1933 | 3595      | [ 6 ]                                                                                     |
| 1939 | 3646      | [ 6 ]                                                                                     |

## Sehenswürdigkeiten
- Römisch-katholische Christkönigskirche, ursprünglich der Heiligen Katharina geweiht. Der Bau einer neuen Kirche im gotischen Stil begann in den Jahren 1352–1355, wahrscheinlich an der Stelle eines beim Stadtbrand 1340 zerstörten Vorgängerbaus. Die Kirche wurde im 15. Jahrhundert wieder aufgebaut, dabei wurde im Kirchenschiff ein Sterngewölbe eingebaut und der Turm neu errichtet. Im 16. und 17. Jahrhundert wurde das Gebäude durch eine neue Innenausstattung bereichert. 1859 wurde die Kirche vollständig restauriert: Die Fensterlaibungen, holzgetäfelten Friese, Gesimse und Giebel wurden ersetzt. Bis 1945 evangelisch-lutherisch, wurde die Kirche am 4. November 1945 als römisch-katholische Pfarrkirche geweiht.
- Reste der Feldsteinstadtmauer aus dem 14./15. Jahrhunderts mit den beiden Türmen Baszta Drawieńska (Steintorturm) und Baszta Choszczeńska (Arnswalder Torturm).
- Stadtbibliothek in einem restaurierten Fachwerkgebäude aus der Mitte des 19. Jahrhunderts.

### Söhne und Töchter der Stadt
- Daniel Cramer, auch: Candidus (1568–1637), deutscher lutherischer Theologe, Chronist und Autor
- Konrad von Wegerer (1822–1891), preußischer Generalmajor und Kommandeur der 2. Infanterie-Brigade
- August Heyn (1879–1959), deutscher Lehrer und Reformpädagoge
- Wilhelm Bachmann (1890–1958), deutscher Lehrer und Schriftsteller
- Hans F. Wilhelm (1905–1983), deutscher Filmregisseur, Synchronregisseur und Synchronsprecher
- Marie Schlei geb. Stabenow (1919–1983), deutsche Politikerin
- Bruno Gloger (* 1923), deutscher Historiker und Autor
- Ekkehard zur Megede (1926–2005), deutscher Sportjournalist und Publizist
- Jobst Böning (* 1939 auf dem Rittergut Steinberg), deutscher Psychiater
- Henryk Wejman (* 1959), polnischer Bischof

## Gmina Recz

### Allgemeines
Die Stadt- und Landgemeinde Recz umfasst eine Fläche von 180,34 km² bei einer Zahl von mehr als 5.700 Einwohnern. Flächenmäßig macht sie 13,6 % des Landkreises Choszczno aus. Durch das Gemeindegebiet zieht sich in Nord-Süd-Richtung die von Ińsko (Nörenberg) herkommende Ina (Ihna), die bei Recz in westliche Richtung weiterfließt.
Nachbargemeinden der Gmina Recz sind:
- Choszczno (Arnswalde) und Drawno (Neuwedell) im Powiat Choszczeński (Kreis Arnswalde),
- Kalisz Pomorski (Kallies) im Powiat Drawski (Kreis Dramburg),
- Dobrzany (Jacobshagen), Ińsko (Nörenberg) und Suchań (Zachan) im Powiat Stargardzki (Kreis Stargard in Pommern).

### Gemeindegliederung
Die Gmina Recz untergliedert sich in die Stadt Recz sowie 15 Ortsteile („Schulzenämter“) bei insgesamt 24 Ortschaften. Amtssitz ist Recz.
| - Grabowiec (Buchholz) - Jarostowo (Liebenfelde) - Lubieniów (Liebenow) - Nętkowo (Nantikow) - Pamięcin (Denkhaus) - Pomień (Pammin) - Rajsko (Bethanien) - Rybaki (Ziegenhagen) | - Sicko (Altenwedel) - Słutowo (Steinberg) - Sokoliniec (Falkenwalde) - Suliborek (Klein Silber) - Sulibórz (Groß Silber) - Wielgoszcz (Konraden) - Żeliszewo (Zägensdorf) |

Übrige Ortschaften:

Bytowo (Butow), Chełpina (Neu Helpe), Kraśnik (Kratznick), Lestnica (Kühnswalde), Pomianka (Neu Pammin), Rybnica (Karlshöfchen), Trzebień (Wegnershof), Witosław und Zdbino (Stabenow Ziegelei).

### Verkehr
Durch die Stadt führt die Fernstraße 10, an der 40 Kilometer westlich als nächste größere Stadt Stargard liegt. Die Eisenbahnstrecke Stettin–Bromberg führt ebenfalls durch Recz.
Die Gmina Recz wird von zwei Hauptverkehrsstraßen durchzogen: die Landesstraße 10 (DK 10) führt von Lubieszyn (Neu Linken) an der Grenze zu Deutschland über Stettin bis nach Piła (Schneidemühl) und weiter bis Płońsk (Plöhnen) und benutzt dabei bis Piła die Trasse der ehemaligen deutschen Reichsstraße 104, die bereits in Lübeck ihren Anfang nahm.
In Recz kreuzt die DK 10 die Woiwodschaftsstraße 151 (DW 151), die von Świdwin (Schivelbein) über Łobez (Labes) und weiter über Choszczno (Arnswalde) bis nach Gorzów Wielkopolski (Landsberg a.d. Warthe) führt. Auf ihrem Weg durch die Gmina Recz verläuft die DW 151 auf der Trasse der Touristenstraße Droga Tysiąca Jezior (północná) („Straße der tausend Seen (Nord)“).
Die Gmina Recz verfügt mit Recz (= Recz Pomorski) und Sokoliniec (Falkenwalde) über zwei Bahnstationen an der PKP-Strecke Nr. 403 von Ulikowo nach Piła (Wulkow–Schneidemühl). Bis 1945/1996 war noch die Bahnlinie der früheren Saatziger Kleinbahnen von Kashagen (heute polnisch: Kozy) über Jacobshagen (Dobrzany) nach Klein Spiegel (Gut) (Poźrzadło Dwór) in Betrieb, deren Bahnstationen Butow (Bytowo) und Groß Silber (Sulibórz) im Gebiet der Gmina Recz liegen.